# Geberico
Geberico (em latim: Gebericus) foi, segundo a Gética do escritor bizantino do século VI, um chefe militar tervíngio (rei) do século IV.

## Vida
Geberico era filho do nobre Hilderido, neto de Ovida e bisneto de Nidada. Segundo Jordanes, sucedeu Ariarico e seu filho Aorico no trono dos godos. Em 334, dois anos após a confirmação do acordo entre Ariarico e o imperador Constantino, o Grande (r. 306–337), liderou os tervíngios num ataque contra os sármatas, seus vizinhos a noroeste, que naquele ano haviam sido divididos em dois grupos por uma guerra civil: uma parte sendo assentada no Império Romano e outra sob proteção do rei vândalo asdingo Visimar. Segundo Jordanes, Geberico dirigiu-se contra Visimar, que foi derrotado, e então retornou para suas terras no Danúbio Inferior. Tempos depois dessa vitória, Geberico faleceu e foi sucedido pelo amalungo Hermenerico.